# Dagaz
Dagaz je dvacátá čtvrtá (někdy dvacátá třetí) runa germánského futharku prostého. Vyslovuje se jako anglické TH ve slově „then“. Její název je překládán jako „den“. Veskrze pozitivní runa symbolizující bezpečí denního světla. Ve dne vidíme dobře své okolí, což nás chrání před nepřítelem. I práce jde ve dne lépe. Světlo pomáhá rostlinám růst, je tedy v Dagaz možné hledat růst, pokrok a vývoj. Ráno odkrývá věci ukryté v noci, runa tedy také zvedá roušku tajemství, které nám zatím zůstávalo skryto. Padne-li Dagaz při věštění, signalizuje bezpečí, jistotu, čas plánovat podnikání či se do něj rovnou pustit. Runa má vztah k letnímu slunovratu.
| Germánský futhark prostý | Germánský futhark prostý | Germánský futhark prostý | Germánský futhark prostý | Germánský futhark prostý | Germánský futhark prostý | Germánský futhark prostý | Germánský futhark prostý | Germánský futhark prostý | Germánský futhark prostý | Germánský futhark prostý | Germánský futhark prostý | Germánský futhark prostý | Germánský futhark prostý | Germánský futhark prostý | Germánský futhark prostý | Germánský futhark prostý | Germánský futhark prostý |
| ------------------------ | ------------------------ | ------------------------ | ------------------------ | ------------------------ | ------------------------ | ------------------------ | ------------------------ | ------------------------ | ------------------------ | ------------------------ | ------------------------ | ------------------------ | ------------------------ | ------------------------ | ------------------------ | ------------------------ | ------------------------ |
| Freyův aett              | Fehu                     | Fehu                     | Uruz                     | Uruz                     | Thurisaz                 | Thurisaz                 | Ansuz                    | Ansuz                    | Raido                    | Raido                    | Kaunaz                   | Kaunaz                   | Gebo                     | Gebo                     | Wunjo                    | Wunjo                    |                          |
| Hagalaz aett             | Hagalaz                  | Hagalaz                  | Nauthiz                  | Nauthiz                  | Isa                      | Isa                      | Jera                     | Jera                     | Eihwaz                   | Eihwaz                   | Pertho                   | Pertho                   | Algiz                    | Algiz                    | Sowulo                   | Sowulo                   |                          |
| Týrův aett               | Teiwaz                   | Teiwaz                   | Berkana                  | Berkana                  | Ehwaz                    | Ehwaz                    | Mannaz                   | Mannaz                   | Laguz                    | Laguz                    | Inguz                    | Inguz                    | Othila                   | Othila                   | Dagaz                    | Dagaz                    |                          |